# Librem
Librem — це лінійка комп'ютерів виробництва Purism, SPC із безкоштовним (вільним) програмним забезпеченням. Лінійка ноутбуків розроблена для захисту конфіденційності та свободи, не надаючи в операційній системі або ядрі невільного (власницького) програмного забезпечення, уникаючи технології Intel Active Management та поступово захищаючи вбудовані програми. Ноутбуки Librem оснащені апаратними вимикачами для мікрофона, вебкамери, Bluetooth та Wi-Fi.

## Моделі

### Ноутбуки Librem 15 та 13
2014 року Purism розпочала краудфандингову кампанію на Crowd Supply для фінансування створення та виробництва ноутбука Librem 15, задуманого як альтернатива наявним апаратним ноутбукам з відкритим кодом, у яких використовувалося старіше обладнання. 15 у назві вказує на наявність 15-дюймового екрана. Кампанія вдалася, а ноутбуки надійшли тим, хто підтримав. У другій редакції ноутбука були додані апаратні вимикачі для камери, мікрофона, Wi-Fi та Bluetooth.
Після успішного запуску Librem 15, Purism провела ще одну кампанію на Crowd Supply для випуску 13-дюймового ноутбука під назвою Librem 13, який також має вимикачі, подібні до тих, що є на Librem 15v2. Кампанія знову була успішною, а ноутбуки були доставлені клієнтам.
У грудні 2016 року Purism оголосив, що нові партії Librem 15 та 13 будуть постачатися зі складу, а не складатися на замовлення.
Станом на червень 2019 Purism виробляла 2 моделі ноутбуків: Librem 15 (версія 4, US$1599) і Librem 13 (версія 4, $1399). З кінця 2019 року постачається смартфон Librem 5 ($749).

#### Порівняння ноутбуків
| Модель Librem | Версія Coreboot      | Intel ME | Випуск           | Найбільша оперативна пам'ять (ГБ) |
| ------------- | -------------------- | -------- | ---------------- | --------------------------------- |
| 15 v1         |                      |          |                  | 32                                |
| 13 v1         | 4,6 (rel), 4,9 (cur) | Вимкнено |                  | 32                                |
| 15 v2         | 4,7 (rel), 4,9 (cur) | Вимкнено | Лютий 2018       | 16                                |
| 13 v2         | 4,7 (rel), 4,9 (cur) | Вимкнено | Лютий 2018       | 16                                |
| 15 v3         | 4,6 (rel), 4,9 (cur) | Вимкнено |                  | 32                                |
| 13 v3         | 4,6 (rel), 4,9 (cur) | Вимкнено |                  | 32                                |
| 15 v4         | 4,8 (rel), 4,9 (cur) | Вимкнено | Січень 2019 року | 32                                |
| 13 v4         | 4,8 (rel), 4,9 (cur) | Вимкнено | Січень 2019 року | 32                                |

### Планшет Librem 11
Конвертовна модель планшет-ноутбук Librem 11 розроблялася станом на березень 2018. Головний виконавчий директор компанії Тодд Вівер заявив, що робота над Librem 11 буде продовжена після запланованого випуску на 2019 рік смартфона Librem 5.

### Смартфон Librem 5
2017 року Purism розпочала краудфандингову кампанію для Librem 5, смартфона, покликаного не лише працювати тільки на вільному програмному забезпеченні, передбаченому в PureOS, але й «[зосередитися] на безпеці завдяки дизайну та захисту конфіденційності за замовчуванням». Компанія стверджувала, що телефон стане «першим у світі мобільним телефоном із IP-адресою, що використовує децентралізований зв'язок з наскрізним шифруванням». Під час розробки Librem 5 Purism співпрацювала з KDE та GNOME.
Плани безпеки на Librem 5 включають відокремлення центрального процесора від процесора передавання (англ. baseband processor), що, за версією Linux Magazine, зробить Librem 5 унікальним порівняно з іншими мобільними телефонами. Також заплановані апаратні вимикачі для Wi-Fi та Bluetooth, а також камери, мікрофона та процесора передавання.
Основною операційною системою, запланованою для Librem 5, є PureOS, похідна від Debian GNU/Linux, з вибором стільничного середовища GNOME або KDE Plasma Mobile. Ubuntu Touch також планується як варіант операційної системи Librem 5.
Purism оголосила 4 вересня 2018 року, що датою запуску Librem 5 буде квітень 2019 року, пізніше, ніж спочатку планувалося, через дві апаратні помилки та сезон відпусток у Європі та Північній Америці. Дві «кремнієві помилки» в компонентах, наданих NXP Semiconductors, спричинили швидке розряджання акумулятора (приблизно за годину). Набори для розробників програмного забезпечення були заплановані до випуску в жовтні 2018 року, на що не вплинула помилка, оскільки розробники зазвичай підключають пристрій до електромережі, а не покладаються на акумулятор телефону. Пізніше дату запуску було перенесено на третій квартал через необхідність подальших випробувань процесора, а 24 вересня 2019 року Purism оголосив про початок постачання першої партії телефонів Librem 5.
Операційна система використовує інтерфейс користувача, сумісний з GTK, який називається Phosh.

### Librem Key
Анонсований 20 вересня 2018 року, Librem Key — це апаратний USB-ключ з декількома функціями, серед яких інтеграція з захищеною Heads BIOS, яка гарантує, що BIOS ноутбука Librem не була злісно змінена після останнього його запуску. Також він містить сховище одноразових паролів з 3-кратним HMAC-алгоритмом одноразового пароля (HOTP) (RFC 4226) та 15-кратним часовим алгоритмом одноразового пароля (TOTP) (RFC 6238) та інтегрованим менеджером паролів (16 записів), генератор справжніх випадкових чисел 40 кбіт/с та стійку до фальсифікації смарт-карту. Ключ підтримує USB 2.0, має розміри 48х19х7 мм, та масу 6 г.

## Операційна система
Спочатку на ноутбуки Librem планувалось встановлювати операційну систему Trisquel, проте зрештою Purism відійшов від платформи Trisquel, щоб перейти на Debian для випуску 2.0 своєї операційної системи PureOS Linux. Було оголошено, що альтернативою PureOS під час придбання ноутбуків Librem може бути Qubes, але в липні 2017 року Librem оголосив, що замовити Qubes більше не є можливим. У грудні 2017 року Фонд вільного програмного забезпечення додав PureOS до свого списку схвалених дистрибутивів GNU/Linux.

## BIOS
2015 року Purism розпочала дослідження щодо портування Librem 13 на coreboot, але потім вони були припинені. До кінця року розробник coreboot завершив початковий порт Librem 13 і подав його на розгляд. У грудні 2016 року фахівець з підтримки апаратних звасобів Юнесс Алаві (Youness Alaoui) приєднався до Purism і йому було доручено виконати порт для coreboot для оригінального Librem 13 та підготувати порт для другої версії пристрою. З літа 2017 року стандартною BIOS у нових ноутбуках Librem є coreboot, а оновлення доступні для всіх старих моделей.